# Quận Tây Baton Rouge, Louisiana
Tây Baton Rouge là một quận thuộc bang Louisiana, Hoa Kỳ. Theo ước tính năm 2009, dân số quận này là 22638 người, mật độ 45 người/km².

## Dân số
Biến động dân số qua các từ 1900-2010: